# Andrea Masiello
Andrea Masiello (Viareggio, 5 febbraio 1986) è un calciatore italiano, difensore del Südtirol.

## Caratteristiche tecniche
Gioca a calcio prevalentemente come difensore centrale. All'occorrenza può ricoprire anche il ruolo di terzino destro.

## Carriera

### Club

#### Gli inizi

Masiello (in piedi, terzo da destra) nella squadra Primavera della Juventus vincitrice del Torneo di Viareggio 2004

Figlio di Mario, ex calciatore campano vincitore con il Napoli della Coppa Carnevale al trofeo giovanile di Viareggio del 1975, e di Emma, Andrea cresce calcisticamente nella Lucchese, dove approda all'età di dodici anni, debutta in prima squadra nella stagione 2002-2003 sotto la guida dell'allenatore Osvaldo Jaconi: prima esordisce in Coppa Italia e poi, il 9 febbraio 2003, arriva l'esordio nel campionato di Serie C1 nell'incontro interno contro lo Spezia.
Dopo due presenze in maglia rossonera, nell'estate 2003 passa alla Juventus, che lo acquista in prestito. Qui, con la squadra Primavera allenata da Vincenzo Chiarenza che lo schiera difensore centrale in una difesa a tre, conquista nel 2004 e nel 2005 il Torneo di Viareggio. Il 20 aprile 2005 arriva il debutto in Serie A contro l'Inter, subentrando al 56' a Alessandro Birindelli nella sfida poi persa 1-0. A fine stagione viene totalmente riscattato dalla squadra bianconera.

#### Avellino
Nell'estate del 2005 passa in prestito all'Avellino, dove totalizza 39 presenze (più 2 nei play-out, poi persi, contro l'AlbinoLeffe) e segna anche il suo primo gol da professionista nella partita persa contro il Cesena.
Il 22 agosto 2006 passa in compartecipazione al Siena, in cui non scende mai in campo. il 30 gennaio la Juventus decide di inserirlo nella trattativa che porterà Domenico Criscito alla corte bianconera l'anno successivo: Masiello passa così al Genoa in compartecipazione.

#### Genoa
Con il Grifone colleziona 15 presenze (entrando quasi sempre a partita in corso) e conquista la promozione in Serie A. A fine stagione il Genoa ottiene il suo cartellino alle buste: Masiello diventa dunque interamente un giocatore rossoblu. Esordisce in campionato il 31 ottobre 2007 contro l'Inter. Il 16 dicembre arriva il secondo gettone stagionale, ad Empoli, quando parte da titolare e realizza il gol del pareggio al 42' della ripresa: è il suo primo gol in Serie A.

#### Bari
All'apertura del mercato di riparazione lo juventino Domenico Criscito torna a vestire la maglia genoana; Masiello, che non trovava spazio fra i titolari, il 22 gennaio 2008 viene ceduto in prestito con diritto di riscatto per la compartecipazione al Bari, in Serie B.
Esordisce coi Galletti il 26 gennaio 2008 in Pisa-Bari (1-1), giocando titolare. Il 24 giugno 2008, a fine stagione, il Bari esercita l'opzione per riscattare la compartecipazione del calciatore.
La stagione successiva viene costantemente impiegato dal nuovo mister Antonio Conte contribuendo alla vittoria del campionato cadetto e alla promozione in Serie A del Bari. Nel giugno 2009 la società pugliese riscatta la seconda metà del cartellino che diventa quindi interamente di proprietà dei biancorossi per una cifra di quattro milioni di euro.
In Serie A disputa 36 partite segnando le sue prime due reti con la maglia biancorossa (contro Parma e Siena); chiude il campionato al decimo posto. Nella stagione 2010-2011 la squadra retrocede in Serie B e con l'ultimo posto in classifica.
Il 15 maggio 2011, al 80' del derby Bari-Lecce, devia un tiro dell'attaccante del Lecce Jeda, e segna l'autorete che regala la vittoria e la salvezza ai giallorossi salentini.

#### Atalanta

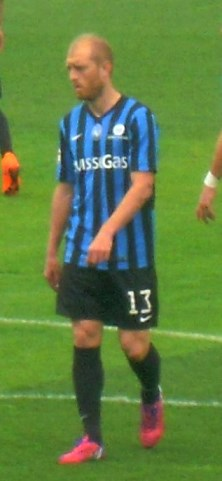
Masiello in maglia atalantina nel 2015.

Il 26 luglio 2011 passa in compartecipazione all'Atalanta, società appena promossa in Serie A, per un importo pari a 2,5 milioni di euro più l'intero cartellino di Marino Defendi. Il giocatore lascia così il Bari dopo tre anni e mezzo, con 138 presenze e 4 reti tra campionato e coppa. L'esordio con la maglia dell'Atalanta avviene il 21 agosto in Coppa Italia, nella sconfitta contro il Gubbio per 4-3. In campionato l'esordio avviene alla seconda giornata (la prima è stata rinviata), partendo da titolare nell'incontro tra Atalanta e Genoa a Marassi. Il suo primo gol stagionale avviene nella sfida contro la Fiorentina il 17 dicembre, partita che finisce 2-2 sul campo della squadra viola. La sua ultima partita disputata, fra le 17 in campionato, è quella del 15 gennaio 2012 persa contro la Lazio per 2-0, dopodiché verrà sospeso cautelativamente dalla società per le vicende del calcioscommesse, chiudendo così la stagione con 17 partite in campionato e una in Coppa Italia.
Il 22 giugno 2012, termine ultimo per la risoluzione delle compartecipazioni, Atalanta e Bari non fanno nessuna offerta per il cartellino del giocatore, che da regolamento rimane nella squadra che lo ha tesserato per ultimo, i nerazzurri.
Scontati i 2 anni e 5 mesi complessivi di squalifica per calcioscommesse, a partire dal 13 gennaio 2015, torna ad allenarsi con l'Atalanta. A 1120 giorni di distanza dall'ultima partita giocata, torna in campo l'8 febbraio giocando da titolare nella partita persa per 3-2 sul campo della Fiorentina da parte degli orobici. Rimane a Bergamo anche per le stagioni 2015-2016, 2016-2017, 2017-2018 e 2018-2019; in queste ultime due stagioni esordisce inoltre nelle competizioni UEFA per club, giocando in due diverse edizioni della UEFA Europa League (la 2017-2018 ed i turni preliminari della 2018-2019). Viene riconfermato in rosa anche per la stagione 2019-2020, nella quale esordisce in UEFA Champions League.

#### Ritorno al Genoa
Il 29 gennaio 2020 saluta dopo nove stagioni l'Atalanta, facendo ritorno al Genoa. Esordisce dal primo minuto il 2 febbraio successivo in occasione proprio della partita contro l'Atalanta finita 2-2.
Il 1º luglio 2022 il calciatore si svincola dal Genoa dopo il mancato rinnovo del contratto che legava le due parti.

#### Südtirol
Il 5 settembre 2022 firma un contratto annuale con il Südtirol, club neopromosso in Serie B. Dopo cinque giorni esordisce con i tirolesi nel successo per 2-0 in casa del Como, giocando subito da titolare. Con 31 presenze in campionato e una negli spareggi play-off contribuisce alla grande stagione della squadra: la compagine bolzanina chiude il campionato al sesto posto e si ferma alle semifinali di play-off, ai quali viene sconfitta di misura dal Bari, ex squadra di Masiello. Al termine della stagione decide di prolungare il contratto per un ulteriore anno.
Il 23 dicembre 2023 segna la sua prima rete con gli altoatesini, nella sconfitta interna per 3-2 contro la Reggiana. Il 4 febbraio 2024 si ripete e segna il gol decisivo per il successo per 2-1 in casa dell'Ascoli.

### Nazionale
Dopo il campionato disputato con la Primavera della Juventus, viene convocato dapprima con l'Italia Under-18 e successivamente nell'Italia Under-19 allenata da Paolo Berrettini che lo vuole per la fase finale degli Europei di categoria. Con questa selezione scende in campo 16 volte.
Masiello ha disputato inoltre 3 partite con l'Under-20 nel periodo di militanza all'Avellino.

## Calcioscommesse

### Procedimento ordinario
Nell'interrogatorio del giocatore del Piacenza Carlo Gervasoni, arrestato nell'ambito dell'inchiesta Last Bet, vengono fatti i nomi di «Andrea Masiello, Daniele Padelli, Simone Bentivoglio, Alessandro Parisi e Marco Rossi» per la presunta combine della partita Palermo-Bari del 7 maggio 2011. Secondo l'accusa un ausiliario ospedaliero di nome Angelo Iacovelli (tramite del gruppo degli "zingari") avrebbe consegnato buste con 80000 € ai calciatori «Andrea Masiello, Simone Bentivoglio, Alessandro Parisi, Nicola Belmonte e Marco Rossi». In un'intervista a Hristiyan Ilievski, un latitante considerato capo degli "zingari", viene indicato come principale referente Masiello spiegando come si sarebbero svolti i fatti: «Mi chiama, ci sentiamo, dice "vieni che facciamo la partita", porta i soldi. Io venni a Bari con 300 000 euro. Mi portarono di nuovo in quell'albergo dove vivevano alcuni giocatori. Per esempio Bentivoglio. Era terrorizzato. Aveva la faccia bianchissima, Masiello spinse dentro con la forza lui e Parisi. Balbettavano mentre io parlavo. L'unico convinto era Masiello continuava a dire "ok, ok" quegli altri erano terrorizzati».
Durante l'interrogatorio del difensore Daniele Portanova, il calciatore avrebbe spiegato di aver ricevuto una telefonata da Masiello prima di Bologna-Bari finita 0-4, il quale gli avrebbe detto «Ti mando tre amici da Bari, trattali bene». Due dei tre «amici» avrebbero confermato di essere stati mandati a Bologna da Masiello per combinare la gara. Interrogato dai Carabinieri, Nicola De Tullio (titolare di alcune agenzie di scommesse) afferma che Masiello commissionò diverse puntate sul pareggio di Udinese-Bari del 9 maggio 2010, finita 3-3, intascando la somma di 8 000 euro. Durante la testimonianza inerente alla partita Bari-Sampdoria del 23 aprile 2011, il difensore Marco Rossi dichiara: «Da Masiello mi è stato detto che ci sarebbero stati 400 000 euro da dividere in caso di sconfitta, ma io ho detto subito di no».
Il 3 gennaio 2012 viene iscritto nel registro degli indagati per frode sportiva dal pubblico ministero Roberto Di Martino insieme ad altri venti calciatori.
Il 23 febbraio 2012 viene iscritto insieme ad altre diciassette persone nel registro degli indagati per associazione a delinquere finalizzata alla frode sportiva dalla Procura di Bari. È accusato di fare parte di un'organizzazione che avrebbe manipolato nove partite del campionato 2010-2011. Secondo gli inquirenti, oltre al gruppo degli "zingari", i calciatori indagati avrebbero venduto partite anche alla Mafia barese, che avrebbe utilizzato le scommesse per riciclare denaro proveniente da attività illecite.
Il 2 aprile 2012 viene arrestato dai Carabinieri insieme a due suoi amici-scommettitori, Fabio Giacobbe e Giovanni Carella, con l'accusa di associazione a delinquere finalizzata alla frode sportiva. Queste le motivazioni del Giudice per le indagini preliminari Giovanni Abbattista: «Masiello è il leader indiscusso e capo carismatico. Non c'è "solo" il rischio d'inquinamento delle prove: c'è anche il pericolo di reiterazione del reato. L'associazione per delinquere monitorata ha peraltro dimostrato ampiamente di essere in grado di operare in maniera indisturbata sull'intero territorio nazionale per falsare l'esito di incontri di serie A e, quindi, l'esito dello stesso campionato di calcio. Il Masiello rimane, peraltro, calciatore professionista in attività sempre in grado di attivare il protocollo illecito monitorato, contattare colleghi calciatori per addomesticare, con la lusinga del denaro, l'esito degli incontri di calcio, ricevere e veicolare informazioni "privilegiate" inerenti alle singole partite». È accusato di aver manipolato cinque partite: Bari-Genoa (3-0, 2 maggio 2010), Udinese-Bari (3-3, 9 maggio 2010), Cesena-Bari (1-0, 17 aprile 2011), Bologna-Bari (0-4, 22 maggio 2011) e il derby Bari-Lecce (0-2, 15 maggio 2011), partita per la quale avrebbe intascato 50 000 euro.
Dall'analisi dei conti correnti i Carabinieri hanno scoperto che cinque giorni dopo Udinese-Bari, il 14 maggio del 2010, Giacobbe ha versato 6 200 euro in contanti sul suo conto e 6 200 euro versati dal suo socio Carella. Giacobbe versa anche 9 230 euro, il 19 aprile del 2011, due giorni dopo Cesena-Bari e 17 150 euro il 30 maggio, otto giorni dopo Bologna-Bari. Oltre alle partite citate ci sarebbero altre 3 partite della Serie A 2010-2011: Milan-Bari, Bari-Chievo e Bari-Roma su cui la procura di Bari sospetta ci sia stato un tentativo di combine da parte di Masiello.
In una lettera inviata al pm Ciro Angelillis dichiara: «Voglio aggiungere che quando il risultato era sullo 0-1 ho sfruttato un'occasione che mi si è posta per poter cristallizzare definitivamente l'esito di sconfitta per il Bari e per poter quindi ottenere il pagamento promessomi realizzando così l'autogol con cui si è concluso l'incontro». Sulla partita Cesena-Bari: «Durante il match io ero squalificato e mi trovavo a pranzo da un amico a Bari. Prima dell'inizio della gara venni contattato da Antonio Bellavista… Lui mi disse che si era già organizzato e mi esortò a passare presso la sua abitazione dopo cena perché mi avrebbe potuto consegnare la somma di 20 000 euro. Io mi recai effettivamente presso l'abitazione di Bellavista insieme ai già citati miei conoscenti Carella e Giacobbe. Nell'occasione ritirai l'importo menzionato che suddivisi, poi, lungo il tragitto di ritorno con Carella e Giacobbe». Infine le analisi del GIP: «L'esposizione che precede consente di affermare la partecipazione di Andrea Masiello all'accordo corruttivo sviluppato in itinere tra alcuni calciatori ed involgente l'incontro Cesena-Bari; la riscossione, da parte dell'atleta, della vincita conseguente alla relativa scommessa su risultato sicuro».
Nel giugno dello stesso anno ha richiesto un patteggiamento a 1 anno e 10 mesi di reclusione, rigettato dal GIP di Bari il quale ipotizza anche ci siano gli estremi per il reato di truffa; resta così agli arresti domiciliari.
Ad ottobre patteggia infine 1 anno e 10 mesi di reclusione per associazione per delinquere e frode sportiva con pena sospesa dal GIP. 

Sempre in relazione alle gare del terzo filone di indagini, nel novembre 2015 in aula come testimone accusa gli ultras baresi di aver fatto pressioni sui giocatori per perdere alcuni incontri come Cesena-Bari 1-0 e Bari-Sampdoria 0-1 del 17 e 23 aprile 2011 con lo scopo di fare soldi con le scommesse e che "dopo l'incontro andammo dall'allenatore Bortolo Mutti e dal direttore sportivo Guido Angelozzi a riferire la cosa e loro ci dissero di tapparci il naso e giocare. Infatti quelle partite, anche se poi le abbiamo perse, ce le giocammo fino in fondo".

### Procedimento sportivo sul terzo filone
Nell'ambito del terzo filone di indagini, il 26 luglio 2012 viene deferito dal procuratore federale Stefano Palazzi per:
- illecito sportivo (Bari-Sampdoria, Palermo-Bari, Bari-Lecce e Bologna-Bari);[65]
- violazione dell'articolo 1 di lealtà sportiva e divieto scommesse (Udinese-Bari e Cesena-Bari).[66]

Il 1º agosto patteggia 2 anni e 2 mesi di squalifica più 30 000 euro di ammenda.

### Procedimento sportivo sul quinto filone
Il 23 agosto 2013, insieme ad altri suoi ex compagni del Bari, viene iscritto nel registro degli indagati dalla Procura di Bari per frode sportiva riguardo alle partite Salernitana-Bari 3-2 del 2008-2009 e Bari-Treviso 0-1 del 2007-2008. 

Per questo nel filone Bari-bis due mesi prima, il 6 giugno, veniva deferito dalla Procura federale per:
- omessa denuncia (Bari-Treviso);
- illecito sportivo (Salernitana-Bari venduta con altri 13 compagni agli avversari ed ex compagni Luca Fusco e Massimo Ganci in cambio di 7.000 euro)[71].

Il 4 luglio seguente patteggia 3 mesi e 15 giorni di squalifica in continuazione più 20 000 euro di ammenda per un totale di 2 anni e 5 mesi di squalifica fino al gennaio del 2015 quando viene reintegrato in rosa dall'Atalanta.

## Statistiche

### Presenze e reti nei club
Statistiche aggiornate al 16 agosto 2025.
| Stagione        | Squadra         | Campionato      | Campionato | Campionato | Coppe nazionali | Coppe nazionali | Coppe nazionali | Coppe continentali | Coppe continentali | Coppe continentali | Altre coppe | Altre coppe | Altre coppe | Totale | Totale |
| Stagione        | Squadra         | Comp            | Pres       | Reti       | Comp            | Pres            | Reti            | Comp               | Pres               | Reti               | Comp        | Pres        | Reti        | Pres   | Reti   |
| --------------- | --------------- | --------------- | ---------- | ---------- | --------------- | --------------- | --------------- | ------------------ | ------------------ | ------------------ | ----------- | ----------- | ----------- | ------ | ------ |
| 2002-2003       | Lucchese        | C1              | 2          | 0          | CI+CI-C         | ?+?             | ?               | -                  | -                  | -                  | -           | -           | -           | 2+     | 0+     |
| 2003-2004       | Juventus        | A               | 0          | 0          | CI              | 0               | 0               | UCL                | 0                  | 0                  | SI          | 0           | 0           | 0      | 0      |
| 2004-2005       | Juventus        | A               | 1          | 0          | CI              | 0               | 0               | UCL                | 0                  | 0                  | -           | -           | -           | 1      | 0      |
| 2005-2006       | Avellino        | B               | 39+2       | 1+0        | CI              | 2               | 0               | -                  | -                  | -                  | -           | -           | -           | 43     | 1      |
| 2006-gen. 2007  | Siena           | A               | 0          | 0          | CI              | 0               | 0               | -                  | -                  | -                  | -           | -           | -           | 0      | 0      |
| gen.-giu. 2007  | Genoa           | B               | 15         | 0          | CI              | 0               | 0               | -                  | -                  | -                  | -           | -           | -           | 15     | 0      |
| 2007-gen. 2008  | Genoa           | A               | 4          | 1          | CI              | 0               | 0               | -                  | -                  | -                  | -           | -           | -           | 4      | 1      |
| gen.-giu. 2008  | Bari            | B               | 20         | 0          | CI              | 0               | 0               | -                  | -                  | -                  | -           | -           | -           | 20     | 0      |
| 2008-2009       | Bari            | B               | 39         | 0          | CI              | 2               | 0               | -                  | -                  | -                  | -           | -           | -           | 41     | 0      |
| 2009-2010       | Bari            | A               | 37         | 2          | CI              | 1               | 0               | -                  | -                  | -                  | -           | -           | -           | 38     | 2      |
| 2010-2011       | Bari            | A               | 36         | 1          | CI              | 3               | 1               | -                  | -                  | -                  | -           | -           | -           | 39     | 2      |
| Totale Bari     | Totale Bari     | Totale Bari     | 132        | 3          |                 | 6               | 1               |                    | -                  | -                  |             | -           | -           | 138    | 4      |
| 2011-2012       | Atalanta        | A               | 17         | 1          | CI              | 1               | 0               | -                  | -                  | -                  | -           | -           | -           | 18     | 1      |
| 2012-2013       | Atalanta        | A               | -          | -          | CI              | -               | -               | -                  | -                  | -                  | -           | -           | -           | -      | -      |
| 2013-2014       | Atalanta        | A               | -          | -          | CI              | -               | -               | -                  | -                  | -                  | -           | -           | -           | -      | -      |
| 2014-2015       | Atalanta        | A               | 14         | 0          | CI              | 0               | 0               | -                  | -                  | -                  | -           | -           | -           | 14     | 0      |
| 2015-2016       | Atalanta        | A               | 29         | 0          | CI              | 2               | 0               | -                  | -                  | -                  | -           | -           | -           | 31     | 0      |
| 2016-2017       | Atalanta        | A               | 35         | 3          | CI              | 3               | 0               | -                  | -                  | -                  | -           | -           | -           | 38     | 3      |
| 2017-2018       | Atalanta        | A               | 30         | 4          | CI              | 2               | 0               | UEL                | 8                  | 1                  | -           | -           | -           | 40     | 5      |
| 2018-2019       | Atalanta        | A               | 23         | 0          | CI              | 3               | 0               | UEL                | 6                  | 1                  | -           | -           | -           | 32     | 1      |
| 2019-gen. 2020  | Atalanta        | A               | 7          | 0          | CI              | 1               | 0               | UCL                | 4                  | 0                  | -           | -           | -           | 12     | 0      |
| Totale Atalanta | Totale Atalanta | Totale Atalanta | 155        | 8          |                 | 12              | 0               |                    | 18                 | 2                  |             | 0           | 0           | 185    | 10     |
| gen.-ago. 2020  | Genoa           | A               | 15         | 0          | CI              | 0               | 0               | -                  | -                  | -                  | -           | -           | -           | 15     | 0      |
| 2020-2021       | Genoa           | A               | 30         | 0          | CI              | 2               | 0               | -                  | -                  | -                  | -           | -           | -           | 32     | 0      |
| 2021-2022       | Genoa           | A               | 7          | 0          | CI              | 0               | 0               | -                  | -                  | -                  | -           | -           | -           | 7      | 0      |
| Totale Genoa    | Totale Genoa    | Totale Genoa    | 71         | 1          |                 | 2               | 0               |                    | -                  | -                  |             | -           | -           | 73     | 1      |
| 2022-2023       | Südtirol        | B               | 31+1       | 0          | CI              | 0               | 0               | -                  | -                  | -                  | -           | -           | -           | 32     | 0      |
| 2023-2024       | Südtirol        | B               | 34         | 2          | CI              | 1               | 0               | -                  | -                  | -                  | -           | -           | -           | 35     | 2      |
| 2024-2025       | Südtirol        | B               | 16         | 0          | CI              | 1               | 0               | -                  | -                  | -                  | -           | -           | -           | 17     | 0      |
| 2025-2026       | Südtirol        | B               | 0          | 0          | CI              | 1               | 0               | -                  | -                  | -                  | -           | -           | -           | 1      | 0      |
| Totale Sudtirol | Totale Sudtirol | Totale Sudtirol | 81+1       | 2          |                 | 3               | 0               |                    | -                  | -                  |             | -           | -           | 85     | 2      |
| Totale carriera | Totale carriera | Totale carriera | 473+3      | 15         |                 | 25              | 1               |                    | 18                 | 2                  |             | 0           | 0           | 518    | 18     |

## Palmarès

### Club

#### Competizioni giovanili
- Torneo di Viareggio: 2

Juventus: 2004, 2005
- Coppa Italia Primavera: 1

Juventus: 2003-2004

#### Competizioni nazionali
- Campionato italiano: 1 (revocato)

Juventus: 2004-2005
- Campionato italiano di Serie B: 1

Bari: 2008-2009